# Miroslav Berić
Miroslav Berić (in serbo Мирослав Берић?; Belgrado, 20 gennaio 1973) è un ex cestista serbo.

## Carriera
Con la Jugoslavia ha disputato i Campionati mondiali del 1998 e due edizioni dei Campionati europei (1995, 1997).

## Palmarès
- YUBA liga: 3

Partizan Belgrado: 1994-95, 1995-96, 1996-97
- Campionato lituano: 1

Žalgiris Kaunas: 2003-04
- Coppa di Jugoslavia: 1

Partizan Belgrado: 1994, 1995
- Copa del Rey: 1

Saski Baskonia: 1999